# Hétérocycle
« Heterocycles  » redirige ici. Pour la revue scientifique, voir Heterocycles (journal).

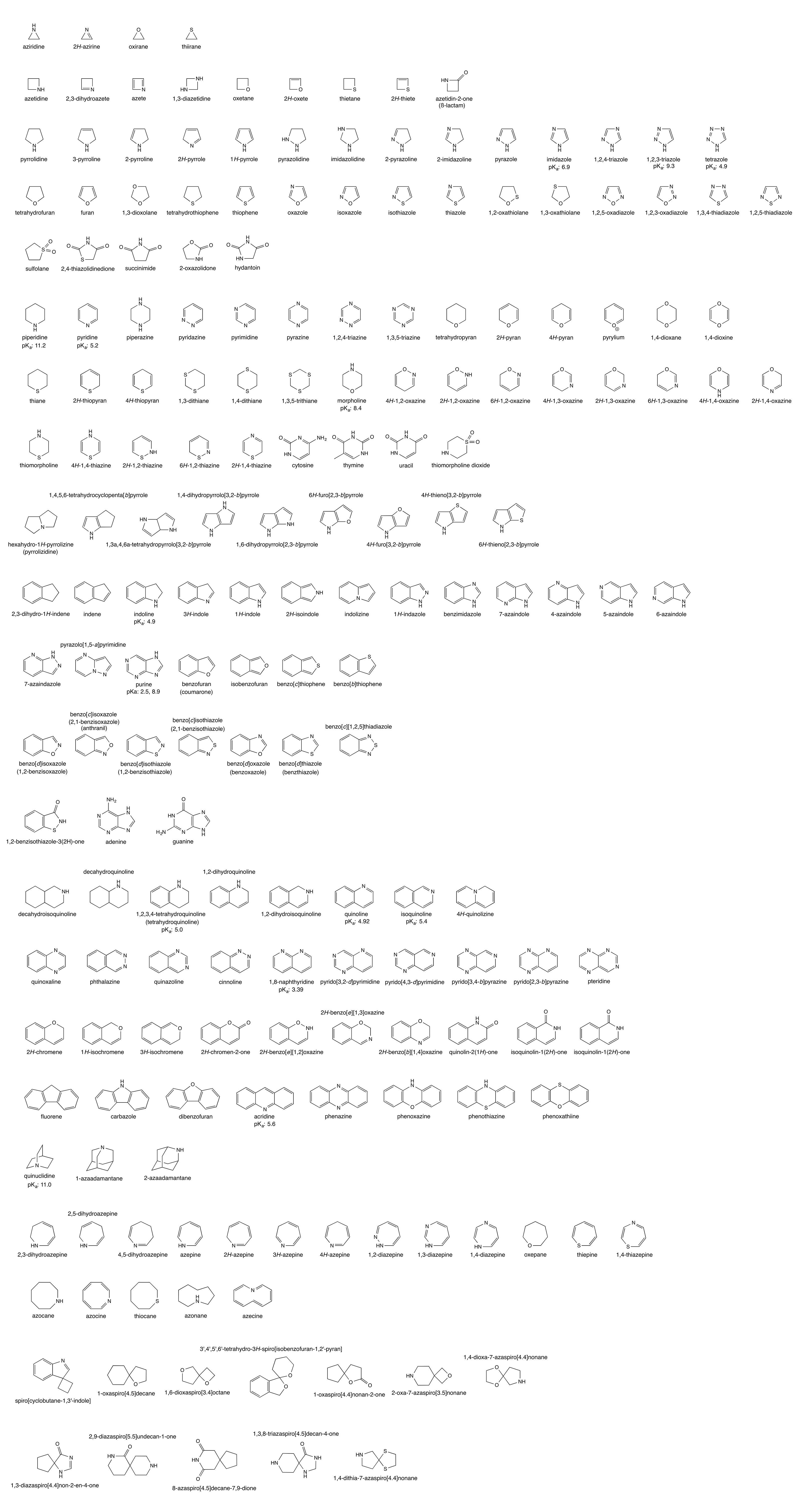
Structures et noms de composés hétérocycles usuels.

Les hétérocycles ou composés hétérocycliques sont les composés organiques comportant un cycle constitué d'atomes d'au moins deux éléments différents. Il s'agit généralement de carbone et d'un hétéroatome tel l'oxygène, l'azote, le phosphore ou le soufre. Un très grand nombre de substances naturelles et de médicaments sont des hétérocycles, dont les alcaloïdes, les bases azotées composants de l'ADN (adénine, guanine, cytosine et thymine) et des ARN (dans lesquels la thymine ou 5-méthyl-uracile est remplacée par l'uracile).

## Exemple de la pyridine

Structure de la pyridine : chaque sommet est occupé par un atome, dont un est l'azote (N) et les cinq autres le carbone.

La pyridine sert dans la fabrication d'insecticides, d’herbicides, de médicaments, etc. Comme le montre la figure de gauche, la molécule de pyridine contient un cycle de 6 atomes. Il y a un atome d'azote (N) et cinq atomes de carbone (le C est implicite sur la figure). Il s'agit donc d'un composé hétérocyclique puisque le cycle est constitué d'au moins deux éléments différents (C et N). 

## Historique
- 1820 : Découverte du naphtalène par Garden.
- 1833 : Découverte du pyrrole et de la quinoléine par Friedrich Runge.
- 1851 : Découverte de la pyridine par Thomas Anderson.
- 1882 : Découverte du furane par Heinrich Limpricht.
- 1882 : Découverte du thiophène par Victor Meyer.
- 1884 : Découverte de la purine par Hermann Emil Fischer.
- 1912 : Découverte de la thiamine par Casimir Funk.

## Hétérocycles saturés
Les hétérocycles saturés ne comportent que des liaisons simples. On trouve dans ce groupe les époxydes, les pipéridines, les pipérazines, les oxanes, etc.
| Nombre d'atomes dans le cycle | Atomes       | Atomes               | Atomes      | Atomes                   |
| ----------------------------- | ------------ | -------------------- | ----------- | ------------------------ |
| Nombre d'atomes dans le cycle | C            | O                    | N           | S                        |
| 3                             | Cyclopropane | Oxirane              | Aziridine   | Thiirane                 |
| 4                             | Cyclobutane  | Oxétane              | Azétidine   | Thiéthane                |
| 5                             | Cyclopentane | Tétrahydrofurane     | Pyrrolidine | Tétrahydrothiophène      |
| 6                             | Cyclohexane  | Tétrahydro-2H-pyrane | Pipéridine  | Tétrahydro-2H-thiopyrane |

## Hétérocycles insaturés
Les hétérocycles insaturés possèdent une insaturation (en plus du cycle), c'est-à-dire au moins une liaison double dans leur cycle.
Parmi les hétérocycles insaturés, on trouve les hétérocycles aromatiques, qui possèdent une alternance formelle de liaisons simples et doubles, et respectent la règle de Hückel. Les hétérocycles aromatiques les plus simples sont le pyrrole, le thiophène, le furane et la pyridine (voir aussi Noyau aromatique simple). Les bases puriques (dérivées du noyau purine) et pyrimidiques (dérivées du noyau pyrimidine) dans l'ADN et dans l'ARN sont également constituées d'hétérocycles aromatiques (adénine, cytosine, guanine, thymine ou 5-méthyl-uracile dans l'ADN, l'uracile remplaçant la thymine dans l'ARN).

## Nomenclature
En nomenclature systématique, le nom d'un hétérocycle est formé à partir du nom du carbocycle correspondant auquel on ajoute un préfixe pour identifier l'hétéroatome : oxa- pour l'oxygène, thia- pour le soufre et aza- pour l'azote.